# Варавара, Лионель
Бо Лионель Варавара (англ. Boe Lionel Warawara; род. 26 января 1995, Люганвиль) — вануатский боксёр, представитель легчайшей весовой категории. Выступает за сборную Вануату по боксу начиная с 2015 года, бронзовый призёр Тихоокеанских игр, чемпион Океании, многократный победитель национальных первенств, участник летних Олимпийских игр в Рио-де-Жанейро.

## Биография
Лионель Варавара родился 26 января 1995 года в городе Люганвиль провинции Санма, Вануату. Активно заниматься боксом начал с раннего детства, проходил подготовку в местном боксёрском клубе «Козерог» под руководством своего отца Уру.
Впервые заявил о себе в 2014 году, став чемпионом Вануату по боксу в легчайшей весовой категории.
Год спустя повторил это достижение, стал чемпионом Океании, завоевал бронзовую медаль на Тихоокеанских играх в Порт-Морсби, где на стадии полуфиналов легчайшего веса был остановлен представителем Папуа — Новой Гвинеи Генри Умингсом. Побывал и на чемпионате мира в Дохе — в стартовом поединке взял верх над туркменским боксёром Якубом Мередовым, но затем в 1/8 финала по очкам уступил катарцу Хакану Эршекеру.
Благодаря череде удачных выступлений удостоился права защищать честь страны на летних Олимпийских играх 2016 года в Рио-де-Жанейро — был принят в число участников категории до 56 кг решением трёхсторонней комиссии. Уже в стартовом поединке Игр со счётом 0:3 потерпел поражение от россиянина Владимира Никитина и таким образом выбыл из дальнейшей борьбы за медали.
После Олимпиады Варавара остался в основном составе национальной сборной Вануату и продолжил принимать участие в крупнейших международных турнирах. Так, в 2017 году он одержал победу на домашних Тихоокеанских мини-играх в Порт-Вила, стал серебряным призёром чемпионата Океании и выступил на мировом первенстве в Гамбурге, где на стадии 1/16 финала легчайшего веса был побеждён шотландцем Ли Макгрегором.
В 2018 году боксировал на Играх Содружества в Голд-Косте, проиграв в 1/8 финала индийскому боксёру Мохаммаду Хуссамуддину.